# 维耶托雷
维耶托雷（法語：Viéthorey，法語發音：[vjetɔʁɛ]）是法国杜省的一个市镇，属于贝桑松区。

## 地理
维耶托雷（47°25'32"N, 6°25'46"E）面积7.92 平方千米，位于法国勃艮第-弗朗什-孔泰大區杜省，该省份为法国东部内陆省份，北起上索恩省，西接汝拉省，东部及东南部与瑞士接壤，东北部与贝尔福地区省接壤。
与维耶托雷接壤的市镇（或旧市镇、城区）包括：丰特内尔蒙特比、方丹莱克莱瓦勒、贡德南-蒙比、梅桑当、韦尔格拉讷、瓦朗。

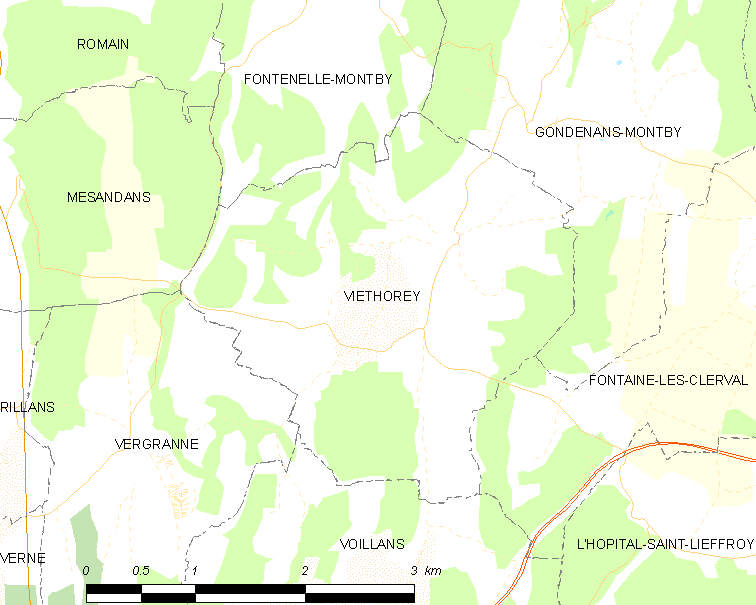
维耶托雷的OSM定位图

维耶托雷的时区为UTC+01:00、UTC+02:00（夏令时）。

## 行政
维耶托雷的邮政编码为25340，INSEE市镇编码为25613。

## 政治
维耶托雷所属的省级选区为博姆莱达姆县。

## 人口

1962-2008年间维耶托雷人口变化图示

维耶托雷于2022年1月1日时的人口数量为91人。